# Naoukograd
Naoukograd (en russe : нау́когра́д), littéralement « cité scientifique », est un terme formel pour désigner les villes présentant une importante concentration de complexes de recherche et développement en Russie et en Union des républiques socialistes soviétiques. Certaines de ces villes furent d'ailleurs construites spécialement dans ce but par l'URSS. Une partie des naoukograds étaient secrètes et faisaient partie des villes fermées d'URSS, dont certains sont des fruits de travaux forcés des Goulag. Dans la fédération de Russie, le terme est généralement employé pour désigner une soixantaine de villes dotées de complexes scientifiques importants. Il est également utilisé de manière plus spécifique pour un petit nombre de villes reconnues pour leurs capacités scientifiques qui leur donnent accès à certains privilèges.
Une trentaine de naoukograds sont situés dans l'oblast de Moscou. Le reste est principalement réparti entre la Volga, l'Oural et la Sibérie. Peu d'entre elles ont conservé le statut de « villes fermées » (il ne reste en fait que 10 naoukograds « fermés » où les travaux russes sur l'arme nucléaire sont menés). Certains naoukograds ont conservé quelques contacts avec le monde militaire, tel Friazino qui développe des instruments radio et électroniques de pointe, mais la plupart ont tourné leurs travaux vers le domaine civil, avec l'appui financier de l'Occident.